# Marc Gallant

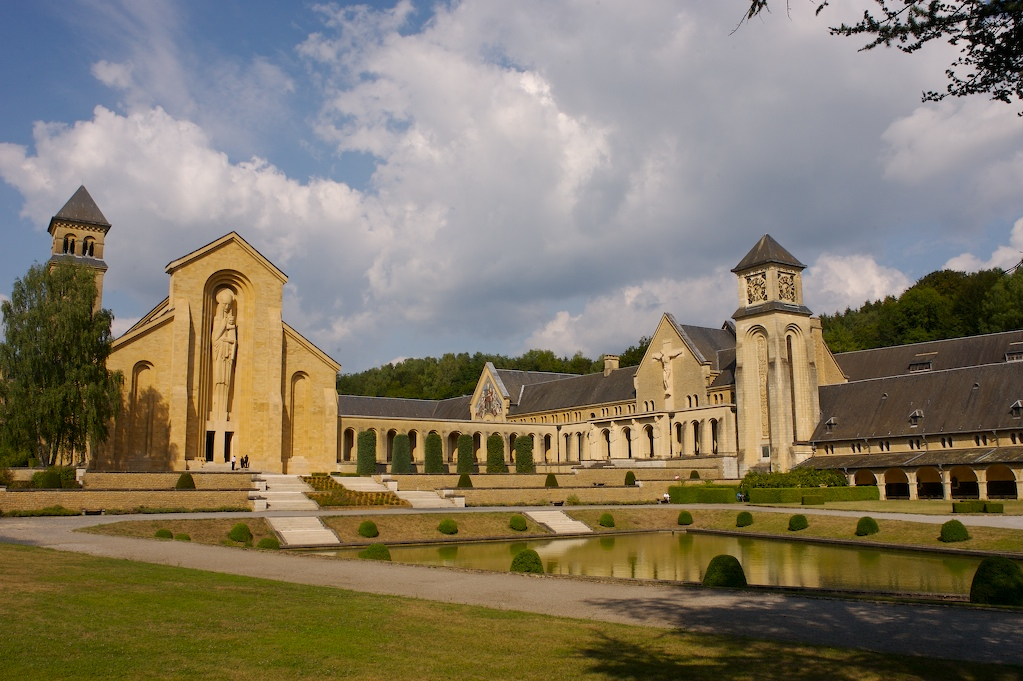
Abdij van Orval

Marc Gallant (Wervik, 17 december 1928 - Florenville, 12 januari 2018) was een trappist in de abdij Notre-Dame d'Orval  en voormalig abt van de abdij van Achel.

## Biografie
Marc Gallant werd geboren als Paul-André Gallant en was de oudste van vijf kinderen. In 1950 trad hij in in de abdij van Orval. De abdij was toen nog vrij nieuw: ze was pas in 1948 heropgestart na meer dan 150 jaar te zijn verdwenen. Op 1 februari 1953 werd hij geprofest. Hij koos "Marc" als kloosternaam, naar de schrijver van het Evangelie volgens Marcus. In 1957 werd hij tot priester gewijd. Van 1971 tot 1983 was hij novicemeester in de abdij.
Van 1995 tot 2007 werd hij abt in de abdij van Achel (de Achelse Kluis), waar sinds zes jaar geen abt meer was. Zijn wapenspreuk was: "Zoekt wat boven is" (Coll. 3.1). In 1998 werd onder zijn impuls het Achelse trappistenbier na lange tijd terug gebrouwen.
Hij bleef uiteindelijk langer abt dan statutair voorzien was.
Na het beëindigen van zijn periode als abt, keerde hij terug naar Orval, na eerst een sabbatjaar te hebben genomen om de wereld rond te reizen.
Marc Gallant overleed in 2018 op 90-jarige leeftijd aan leukemie.